# Hochbunker Friedrich-Karl-Straße

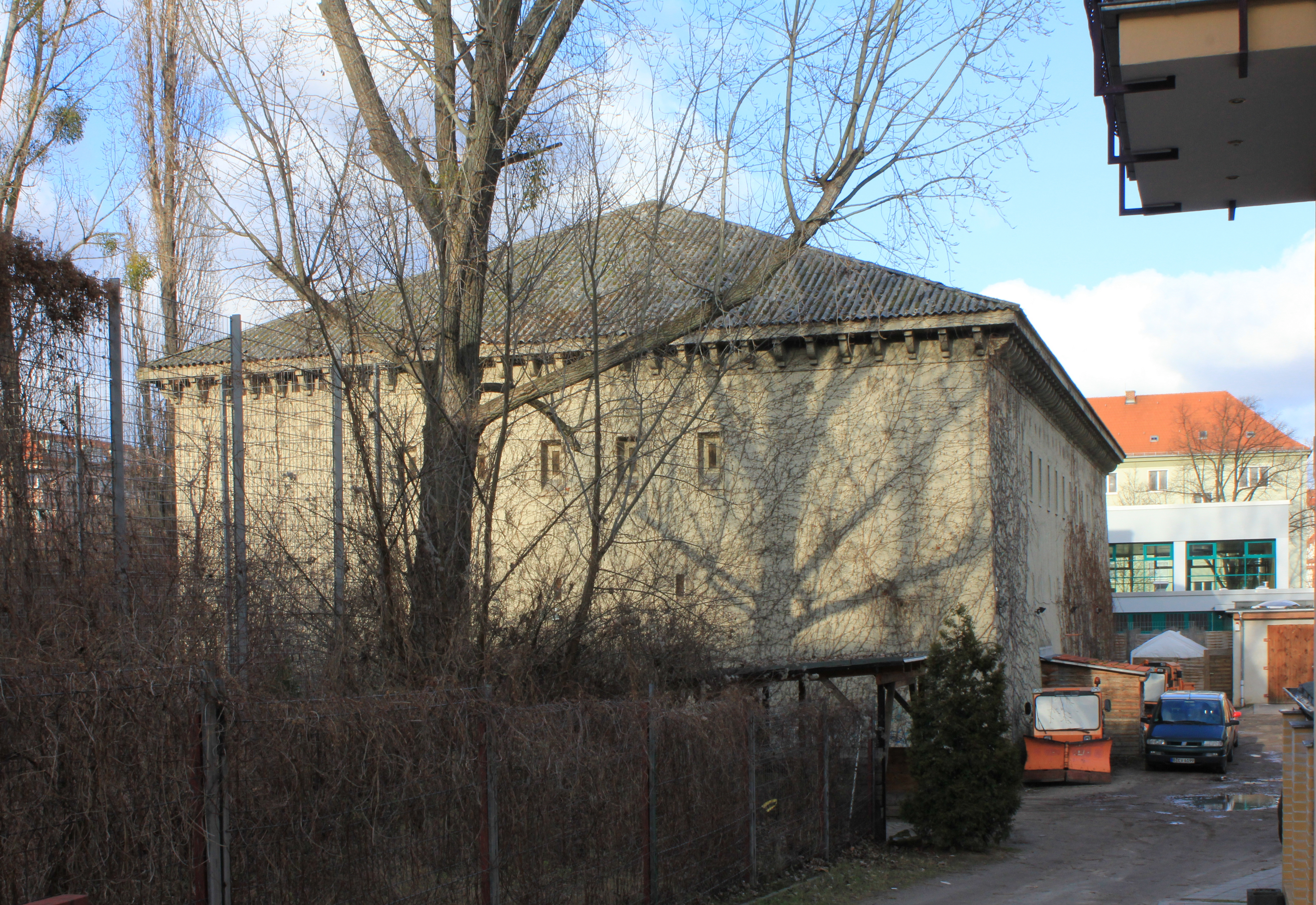
Bunker Friedrich-Karl-Straße

Der Hochbunker Friedrich-Karl-Straße ist ein dreistöckiger Hochbunker vom Typ M 500 in Berlin-Tempelhof, der als ziviler Luftschutzbunker im Zweiten Weltkrieg erbaut wurde. Nach Kriegsende wurde der Bunker als Lagerraum genutzt, nach einem Umbau können Musiker darin Proberäume mieten. Der Bunker steht unter Denkmalschutz.

## Lage und Bauform
Der Bunker befindet sich fast genau in der Mitte des Blocks, der durch die Burgemeisterstraße im Norden, die Werderstraße im Osten, die Friedrich-Karl-Straße im Süden sowie die Friedrich-Franz-Straße im Westen gebildet wird. Die Postanschrift ist Friedrich-Karl-Straße 24. Unweit vom Bunker am östlichen Ende der Friedrich-Karl-Straße liegt der Hafen Tempelhof.
Der Bunker besitzt drei Geschosse und hat einen rechteckigen Grundriss von ca. 15 × 32 m, der längs der Nord-Süd-Richtung ausgerichtet ist. Unter dem ausgeprägten Walmdach befindet sich ein begehbares Dachgeschoss. Das Gebäude ist vom Erdboden bis zur Dachspitz knapp 18 Meter hoch, die Traufhöhe ist gut 10 Meter. Die Wandstärke nimmt vom Erdgeschoss bis zum Dach kontinuierlich ab, wobei die Innenwände in der senkrechten Flucht stehen, und die Außenwände mit 2,75° angeböscht sind. Die Fassaden sind verputzt und mit schießschartenförmigen Belüftungen und einem umlaufenden Konsolenfries gestaltet, der den Übergang zum Dachgebälk bildet.
An den schmalen Seiten zur Friedrich-Karl-Straße und zur Burgemeisterstraße befinden sich die beiden rundbogigen Eingänge, deren Einfassungen aus Kunststein gearbeitet sind. Durch einen Vorraum erreicht man hinter den Eingängen je ein Treppenhaus und zwei lange Korridore, die das Gebäude erschließen. Von den Korridoren gehen links und rechts kleine Räume ab, die durch nichttragende Wände voneinander abgeteilt sind.

## Geschichte
Nach den ersten Luftangriffen der Royal Air Force auf Berlin am 25. August 1940 beschloss die Führung des Deutschen Reiches im September 1940 das Bunkerbauprogramm für die Reichshauptstadt als Bestandteil des Führer-Sofortprogramms. Für Berlin entwickelte die Baugruppe Langer des Generalbauinspektors für die Reichshauptstadt Albert Speer, verschiedene Typen von Normbunkern. Der Bunker in der Friedrich-Karl-Straße ist ein Beispiel für den Bunkertyp M 500, benannt nach dem Fassungsvermögen von 500 Personen. In Berlin sind neben dem Tempelhofer Bunker noch vier weitere baugleiche Bunker des Typs M 500 erhalten, die alle ebenfalls unter Denkmalschutz stehen: der Bunker der Pionierkaserne in Karlshorst, der Bunker der Kaserne des Flakregiments 12 in Lankwitz und zwei benachbarte Bunker in der Wittenauer Straße in Wittenau.
Der Bunker war als sogenannter Schlafbunker konzipiert, die kleinen Kammern der Größe 2 × 3 m sollten jeweils einer Familie dienen. Die antikisierende Bauformen sollten das Gebäude aufwerten und eine Anmutung des „uneinnehmbaren Bollwerkes“ erzeugen. Diese relativ aufwendige Gestaltung ist typisch für die im sogenannten Führer-Sofortprogramm ab Oktober 1940 erbauten Bunker. Bei späteren Luftschutzbunkern wurde auf Putz und Steinelemente verzichtet.
Am 12. April 1945 kamen bei einem der letzten britischen nächtlichen Luftangriffe auf Berlin 11 junge Hilfsschaffnerinnen der Straßenbahn Berlin ums Leben, die bei der BVG im Reichsarbeitsdienst zwangsverpflichtet waren und in Baracken neben dem Bunker wohnten. Warum sie nicht Zuflucht im Bunker gesucht haben, ist unbekannt. Sie wurden auf dem Dreifaltigkeitskirchhof III in Berlin-Mariendorf beerdigt, dort erinnert ein Mahnmal bei den Kriegsgräbern des Zweiten Weltkriegs an ihr Schicksal.
Nach dem Ankauf des Grundstücks (mit dem Bunker) im Jahre 2003 von der Metropolis International Holding AG wurde das 2717 m² große Grundstück geteilt und auf dem zur Straße zeigendem Teil eine Stadtvilla gebaut. Das restliche Grundstück mit dem unter Denkmalschutz stehenden Bunker wurde in den Jahren 2004 bis 2008 umgebaut zu insgesamt ca. 50 Musikproberäumen. Hierfür wurden die ehemaligen Schlafräume vergrößert, Wände herausgerissen, eine Heizung und WCs eingebaut sowie sonstige Umbauten getätigt. Der Name Musikbunker wurde zum Markenrecht für die Metropolis International Holding AG angemeldet. Der Bunker wurde im Jahre 2008 von der Metropolis AG verkauft. Dort konnten Musiker rund um die Uhr ohne Lärmbeschwerden der Anwohner proben. Im April 2019 musste der Bunker wegen Brandschutzmängeln geschlossen werden. Nach erfolgreicher Sanierung stehen die Proberäume seit Herbst 2021 wieder zur Verfügung.